# Kissing You (canção de Girls' Generation)
"Kissing You" é o terceiro single do girl group Girls' Generation de seu álbum de estreia, Girls' Generation. Lançado em 13 de janeiro de 2008, o single alcançou o primeiro lugar no The Music Trend da SBS e no M! Countdown da Mnet. A canção foi também a "Canção do Mês" em fevereiro de 2008 no programa Music Bank da KBS.

## Single Remix Rhythmer Volume 1
Em janeiro de 2008, foi anunciado que as pessoas poderiam apresentar os seus remixes de "Kissing You" em um site por uma chance de tê-los lançados oficialmente. Os quatro remixes escolhidos foram, então, lançados digitalmente em março de 2008. A versão remix Skool Rock, a mais escolhida na competição, foi incluída no relançamento de seu álbum de estreia.

### Lista de faixas
1. "Kissing You" (Remix Skool Rock) (por 정구현) — 03:06
2. "Kissing You" (Remix House) (por 기현석) — 02:58
3. "Kissing You" (Remix Groovy Candy) (por Philtre) — 02:57
4. "Kissing You" (Remix Funk) (por shoon) — 03:21

## Prêmio
- Mnet 20's Choice Awards: Hot Sweet Music Award[5]